# Le Combat de Carnaval et Carême (suiveur de Bosch)
Le Combat de Carnaval et Carême est un tableau conservé au Noordbrabants Museum (musée du Brabant-Septentrional) de Bois-le-Duc et peint à l'huile sur un panneau de chêne par un suiveur de Jérôme Bosch vers le milieu du XVIe siècle.

## Iconographie et description
Faisant écho à un « débat » (saynète) carnavalesque des Pays-Bas méridionaux dont la tradition remonte au XIIIe siècle, le thème du combat entre Carnaval et Carême est surtout connu grâce au tableau peint en 1559 par Pieter Brueghel l'Ancien et conservé au musée d'histoire de l'art de Vienne. Les excès festif du carnaval, ainsi que la période de jeûne qu'ils précèdent, y sont représentés de manière allégorique et comique par des personnages caricaturaux déguisés de manière grotesque, dans une scène de genre parodiant une joute à laquelle assistent de nombreux badauds.
La version de Bois-le-Duc, peinte en grisaille, situe la scène dans une salle. Les deux adversaires, visibles aux deux extrémités du tableau, sont juchés sur de petites tables rondes portées par des personnages. Carnaval est figuré par un joueur de cornemuse, tandis que Carême est simplement symbolisé par un poisson, aliment des jours maigres. La présence, à côté du poisson, d'un homme tonsuré évoquant un ecclésiastique, souligne l'opposition symbolique entre la débauche de la fête profane et l'ascèse de la période liturgique.
Entre eux, un groupe d'une quinzaine de personnages danse au son de la cornemuse en arborant des symboles de la folie, du péché voire du mal : œuf, soufflet, quenouille, chouette (sur la louche tenue en guise de marotte par un fou au masque grimaçant), chat sortant d'une corbeille...
Certains de ces détails iconographiques peuvent être rapprochés d’œuvres connues de Bosch ou de son atelier, telles que la table des Péchés capitaux ou la face extérieure du volet droit du Jugement dernier de Vienne, où une affreuse mendiante porte un petit enfant ayant une écuelle posée sur sa tête. Ce dernier motif, symbolisant l'envie, se retrouve sur le panneau de Bois-le-Duc, à droite du chat dans la corbeille. Au centre du second plan, l'un des personnages levant le bras et tenant une carafe en équilibre sur sa tête évoque l'un des protagonistes de la Nef des fous coiffé d'un verre et effectuant un geste semblable.
Malgré ces détails iconographiques empruntés à Bosch, cette représentation assez grossière de personnages aux têtes exagérément disproportionnées ne correspond pas au style du maître, dont les grisailles, généralement réalisées sur les faces extérieures des volets de triptyques, sont peintes avec beaucoup plus de délicatesse.

## Autres versions
Il existe une demi-douzaine de variantes, en couleur et de dimensions différentes, dans des collections privées ou publiques. L'une d'entre elles, vendue à Londres en 1986 et en 2010, est une version colorisée du panneau de Bois-le-Duc. Elle comporte une date, « 1510 », qui n'a pas encore été vérifiée par une étude dendrochronologique.
D'un style beaucoup moins archaïsant et plus réaliste, la version exposée au musée du couvent Sainte-Catherine d'Utrecht (dépôt du Rijksmuseum d'Amsterdam), dont une copie appartient au musée Mayer van den Bergh d'Anvers, a été autrefois attribuée à Jan Verbeeck (fils de Frans), par comparaison avec une gravure de cet artiste datée de 1573. L'analyse dendrochronologique du panneau a démontré qu'elle n'a pu être peinte avant 1580 voire 1594. Une inscription antiprotestante, peinte sous un couple de danseurs du premier plan, identifie ces personnages à Martin Luther et Catherine de Bore.
Plus larges que le tableau de Bois-le-Duc, qui a pu être tronqué et redimensionné à une date inconnue, ces variantes comportent par conséquent des détails supplémentaires à leurs extrémités, tels qu'une cheminée, une cuisinière et une taupe (à gauche), des porcs ou encore une gigantesque cornemuse percée abritant des musiciens et des chanteurs à la manière du Concert dans l’œuf (à droite).

Autres versions
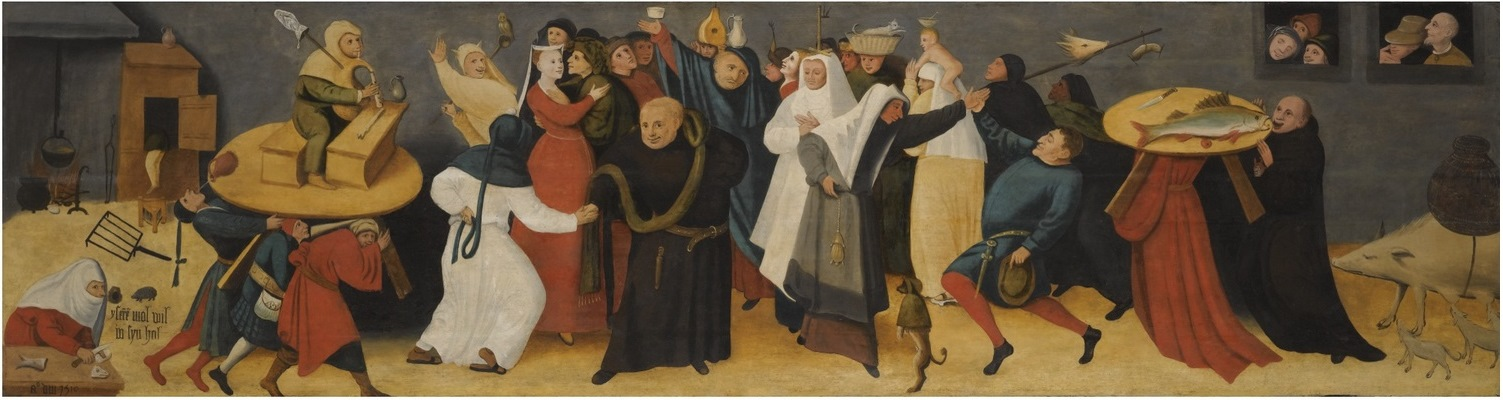
Version portant la date de 1510 (?), 56,5 × 214 cm, vendue à Londres par Sotheby's en 2010.
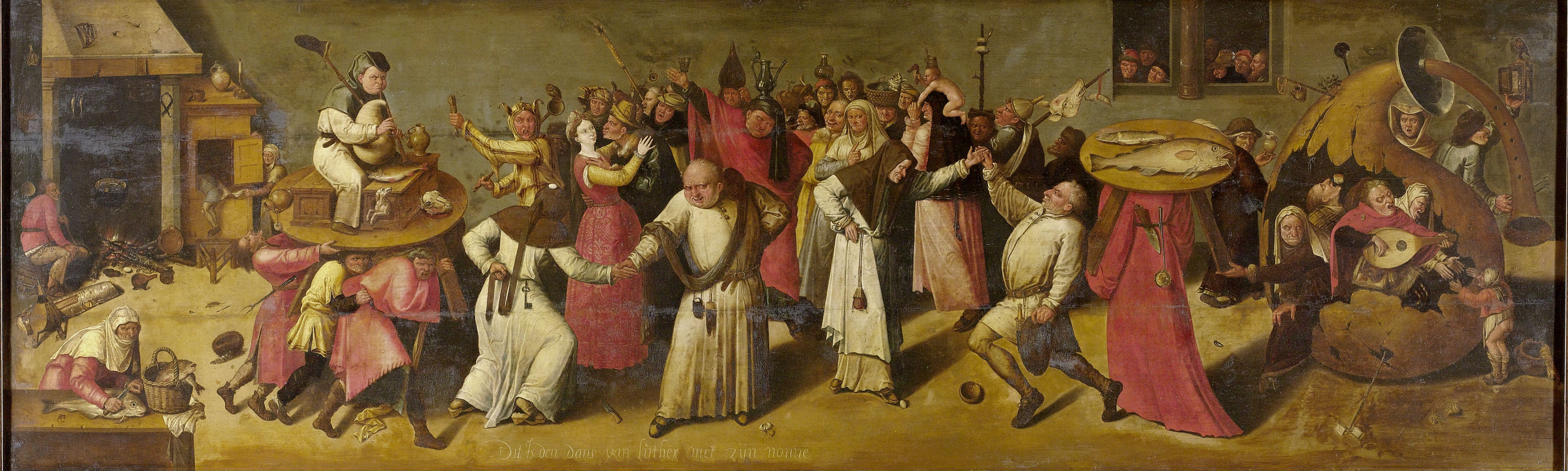
Version d'Utrecht, 74 × 238 cm, vers 1600-1620.

## Historique
Les inventaires royaux espagnols du XVIIe siècle signalent une œuvre sur le même thème, attribuée à Bosch, au palais royal de Madrid puis au palais de chasse du Pardo. Rien ne prouve cependant qu'il puisse s'agir du sujet de notre article.
En 1925, le panneau se trouve, en deux pièces, chez un antiquaire milanais quand il est découvert par l'historien de l'art Max J. Friedländer. Trois ans plus tard, ces deux fragments sont acquis et assemblés par le marchand d'art amstellodamois Jacques Goudstikker, qui expose l’œuvre ainsi reconstituée pour la première fois. En 1929, elle est achetée par Heinrich Thyssen pour sa collection du château de Rechnitz, transférée dans les années 1930 à Lugano-Castagnola. Le fis d'Heinrich, Hans Heinrich von Thyssen Bornemisza, se sépare du tableau après 1958. Il appartient ainsi à la galerie Cramer de La Haye en 1963, date à laquelle il est exposé à Bruxelles. En 1988, il est acquis par le Noordbrabants Museum de Bois-le-Duc.

## Datation et attribution
Friedländer, qui a découvert le tableau en 1925, le considérait comme une œuvre originale de Bosch. Cette opinion n'est cependant pas partagée par d'autres spécialistes tels que Glück (1932), Tolnay (1937, 1965) et Swarzenski (1951), qui y voient la réplique d'un original perdu.
Par la suite, Karl Arndt (1968) puis Gerd Unverfehrt (1980) considèrent le Combat... comme la production d'un suiveur sans lien avec un tableau perdu du maître. Partageant cet avis, Frédéric Elsig replace ce panneau dans le contexte anversois des années 1550-1570, pendant lesquelles le trio Brueghel-Van der Heyden-Cock exploite, en l'amplifiant, la veine satirique et fantastique des inventions de Bosch. Unverfehrt, suivi par Vandeweghe (2016), date le tableau vers 1540-1550 tandis que Paul Vandenbroeck (2001) le situe vers 1555 ou plus tard.
Ce tableau a donc été réalisé plusieurs décennies après la mort de Bosch (en 1516) et est probablement contemporain du célèbre tableau de Brueghel.